# Meurtre de Jagendra Singh
Le meurtre de Jagendra Singh fait référence au meurtre du journaliste indien Jagendra Singh décédé le 8 juin 2015 des suites de brûlures.
Des policiers locaux et des criminels, qui auraient été dirigés par le ministre de l'Uttar Pradesh, Rammurti Singh Verma (en), l'auraient brûlé vif le 1er juin 2015. Jagendra Singh avait travaillé pour des médias en langue hindi pendant quinze ans. Il est considéré comme un lanceur d'alerte par le collectif Forbidden Stories.

## Contexte
Jagendra Singh, issu d'un milieu modeste, devient journaliste sur le tard, en 1999. Il se spécialise dans la dénonciation d'affaires de corruption, ce qui le pousse à changer souvent d'employeur. Il travaillait plus particulièrement sur le trafic du sable dans son pays, en lien avec la mafia du sable, ainsi que des soupçons de corruption parmi des personnalités politiques de son pays. Il a écrit des articles, entre autres sur les liens présumés de Rammurti Singh Verma (en), un homme politique indien, avec l'exploitation minière illégale. Jagendra Singh gérait par ailleurs une page Facebook appelée Shahjahanpur Samachar qui avait un certain nombre d'abonnés.
Pour avoir écrit ces articles et mis en cause des personnalités haut placées, Jagendra Singh a subi diverses pressions : des intermédiaires tenteront de l'acheter ; une plainte pour meurtre - sans fondement - sera déposée contre lui ; il a été agressé à plusieurs reprises.
Mais Jagendra Singh n'arrête pas pour autant ses investigations et continue à publier des articles dans la même veine.
Le 28 avril 2015, un mois avant sa mort, le journaliste se fait encore agresser par plusieurs hommes à moto. « Pendant qu’ils le tapaient, l'un d’entre eux lui a dit : « Alors comme ça tu écris des vilaines choses sur le ministre ? Il faut que tu arrêtes maintenant. Sinon, ce qui va t’arriver, ce sera encore pire » », témoigne le fils cadet du journaliste. Jagendra Singh s'en sort avec une cheville cassée.
Quelques jours plus tard, Jagendra Singh, prend la défense d'une travailleuse d'Anganwadi en publiant des articles sur le sujet : elle met en cause Rammurti Singh Verma et certains de ses hommes de main qui l'auraient violée, le 4 mai 2015, et déclare à un tribunal local qu'une première plainte refusait d'être déposée contre Ramurti Verma. Verma met en cause Jagendra Singh : le politicien affirme que les allégations du journaliste sont un stratagème politique de ses rivaux et accuse Singh de colporter des mensonges pour lui nuire.
Malgré les pressions et les menaces, Jagendra Singh continue ses enquêtes.
Le  22 mai 2015, il a écrit un article sur sa page Facebook disant qu'il était harcelé par des policiers, des criminels, des politiciens et qu'il craignait d'être tué par Verma. « Rammurti Verma peut me faire tuer. En ce moment, responsables politiques, voyous et policiers sont tous après moi. Écrire la vérité pèse lourdement sur le cours de ma vie. J’ai révélé certains agissements de Rammurti Verma, alors il lance des attaques contre moi ».
Il espère sans doute qu'en rendant ses doutes publics, ceux qui veulent le faire taire l'épargneront.

## Attaque
Le 1er juin 2015, il est battu et brûlé vif au kérosène.
Deux versions s'opposent sur ce qui s'est passé ce jour-là. Celle de la famille du journaliste et de Jagendra Singh lui-même, et celle des autorités.
Selon les membres de sa famille, un groupe de policiers et de voyous sont venus dans deux voitures en fin d'après-midi et ont fait irruption à son bureau à Shahjahanpur. Après une violente dispute, ses agresseurs l'auraient arrosé d'essence et y auraient mis le feu,.
L'unique témoin présent sur place, ce jour-là, une travailleuse sociale très proche du journaliste, confirme dans un premier temps que la police l'a aspergé d'essence et y a mis le feu.
De son côté, la police a déclaré qu'elle était allée l'arrêter pour une enquête lancée contre lui, ayant appris ses intentions de se suicider,,. Une fois devant son domicile, Jagendra Singh n'aurait pas répondu et c'est seulement après avoir aperçu de la fumée sortir d'un point de ventilation, qu'ils sont entrés et ont trouvé Singh en feu : il se serait lui-même immolé par le feu. Ils ont affirmé par la suite qu'ils avaient éteint le feu et emmené Singh à l'hôpital.

## Décès
Il a d'abord été emmené à l'hôpital du district de Shahjahanpur. Plus tard, il a été transféré à l'Université médicale du roi George à Lucknow où il est décédé le 8 juin 2015.
Jagendra Singh, avant de mourir, s'est filmé sur son lit d'hôpital : gravement brûlé, allongé sur son lit, il s'interroge : « Pourquoi ont-ils dû me brûler ? Si les ministres avaient de la rancune, ils auraient pu me battre au lieu de verser du kérosène et de me brûler ». Il dénonce une agression dont il tient Verma responsable et accuse nominativement un inspecteur de police et cinq policiers d'être entrés dans son bureau, de l'avoir roué de coup et aspergé d'essence.
Il fait passer la vidéo sur les réseaux sociaux.

## Les plaintes
A son décès, la famille dépose plusieurs plaintes, sur la base des enquêtes sensibles qu'il menait, des personnes qu'il mettait en cause, des accusations contenues dans la vidéo, mais aussi de toutes les agressions dont Jagendra Singh a été victime et des menaces qu'il a reçues.
Son fils, Raghvendra Singh, dépose une plainte contre la police. Une plainte a également été déposée contre le ministre Ram Murti Verma, un inspecteur de police du poste de police de Kotwali et quatre autres personnes.

## Enquête
Initialement, le surintendant de la police de Shahjahanpur, Babloo Kumar, avait affirmé que Singh n'était pas journaliste et s'était suicidé.
Néanmoins, Ram Murti Verma, l'inspecteur du poste de police de Kotwali et quatre autres personnes ont été inculpés en vertu des articles 302 (meurtre), 120B (complot criminel), 504 (insulte intentionnelle dans l'intention de provoquer une violation de la paix) et 506 (intimidation criminelle) du Code pénal indien.
Le 13 juin 2015, les 5 policiers soupçonnés d'être impliqués dans l'affaire, dont Sri Prakash Rai, ont été suspendus.
Le 24 juin 2015, le journal hindou a rapporté que, selon ses sources, le rapport médico-légal indiquait que la victime s'est infligée seule les brûlures.
La police conclut au suicide.

## Réactions
Le 10 juin, le président du Conseil de presse de l'Inde, Chandramauli Kumar Prasad, a qualifié cette attaque d'atteinte à la liberté de la presse et a demandé au gouvernement de l'État de former une équipe spéciale d'enquête composée d'officiers de bonne réputation pour traiter l'affaire.
Amnesty International a exhorté le gouvernement de l'Uttar Pradesh à ouvrir une enquête indépendante sur cette affaire. Le Comité pour la protection des journalistes (CPJ) a exhorté les autorités à mener une enquête rapide et transparente sur cette affaire.
Le 12 juin 2015, Ram Gopal Yadav, le secrétaire général du parti Samajwadi auquel appartenait le principal accusé, a déclaré aux médias que Verma ne serait pas démis de ses fonctions au sein du gouvernement. Il a déclaré qu'une plainte n'était pas une preuve suffisante pour prendre une telle mesure.
Le 14 juin 2015, les membres de la famille du journaliste ont entamé un sit-in indéfini pour demander justice et ont également déclaré aux journalistes qu'ils recevaient des menaces et qu'on leur offrait de l'argent pour retirer leurs plaintes. Le 23 juin, la famille a mis fin au sit-in.
La famille retire sa plainte, et la travailleuse sociale revient sur son témoignage pour se ranger à la version officielle.
Elle confirmera la version officielle du suicide devant les journalistes du collectif Forbidden Stories dans le cadre du Green Blood Project qui l'ont interviewée, sous le regard « bienveillant » d'un proche du ministre.
Aucune enquête n'a véritablement été menée sur la mort de Jagendra Singh.
Selon le collectif Forbidden Stories, la plupart des journalistes qui enquêtaient sur la mafia du sable ont été menacés ou ont été payés par la mafia et ont abandonné leur enquête, voire sont morts.

## La suite
Le collectif Forbidden Stories ayant repris l'enquête, les proches de Jagendra Singh ont confié aux journalistes que le ministre accusé par Jagendra Singh leur a proposé de l’argent pour qu’ils se taisent, retirent leurs accusations et disent que le journaliste s’est bien suicidé.
Trois millions de roupies, soit environ 38 000 euros, auraient ainsi été versé à la famille, qui n’avait pas vraiment le choix. « On nous a bien fait comprendre que c’était dangereux pour notre famille », raconte le fils cadet du journaliste, Rahul. « On m'a dit : « Regardez ce qui est arrivé à votre père, ça pourrait vous arriver à vous aussi ». Ma mère pleurait. Elle m’a dit : « J'ai déjà perdu un mari, je ne veux pas perdre un fils ». Et elle a accepté de passer un accord avec le ministre ».
Les uns après les autres, les amis de Jagendra ont été achetés, intimidés et ont renoncé à faire éclater la vérité.
Une seule personne a refusé ce compromis : la plus jeune fille de Jaghendra, Diksha Singh. « Le ministre a juré sur la tête de ses enfants qu'il n’y était pour rien, se souvient Diksha Singh. Je lui ai dit en face que je ne le croyais pas, que pour moi c’était lui le coupable. On n’aurait jamais dû accepter cet argent. Sur le coup j’étais vraiment en colère. Aujourd’hui, je veux toujours la justice pour la mémoire de mon père ».
Diksha Singh espère devenir un jour journaliste, comme son père. « Mon père n’avait pas peur de dénoncer des choses qui dérangent, quelles que soit les conséquences. Pour lui, un journaliste devait dénoncer les scandales ».
S’il n’est plus ministre désormais, Rammurti Verma est toujours influent dans l'État de l’Uttar Pradesh.

## Voir également
- Forbidden Stories